# Montoy-Flanville

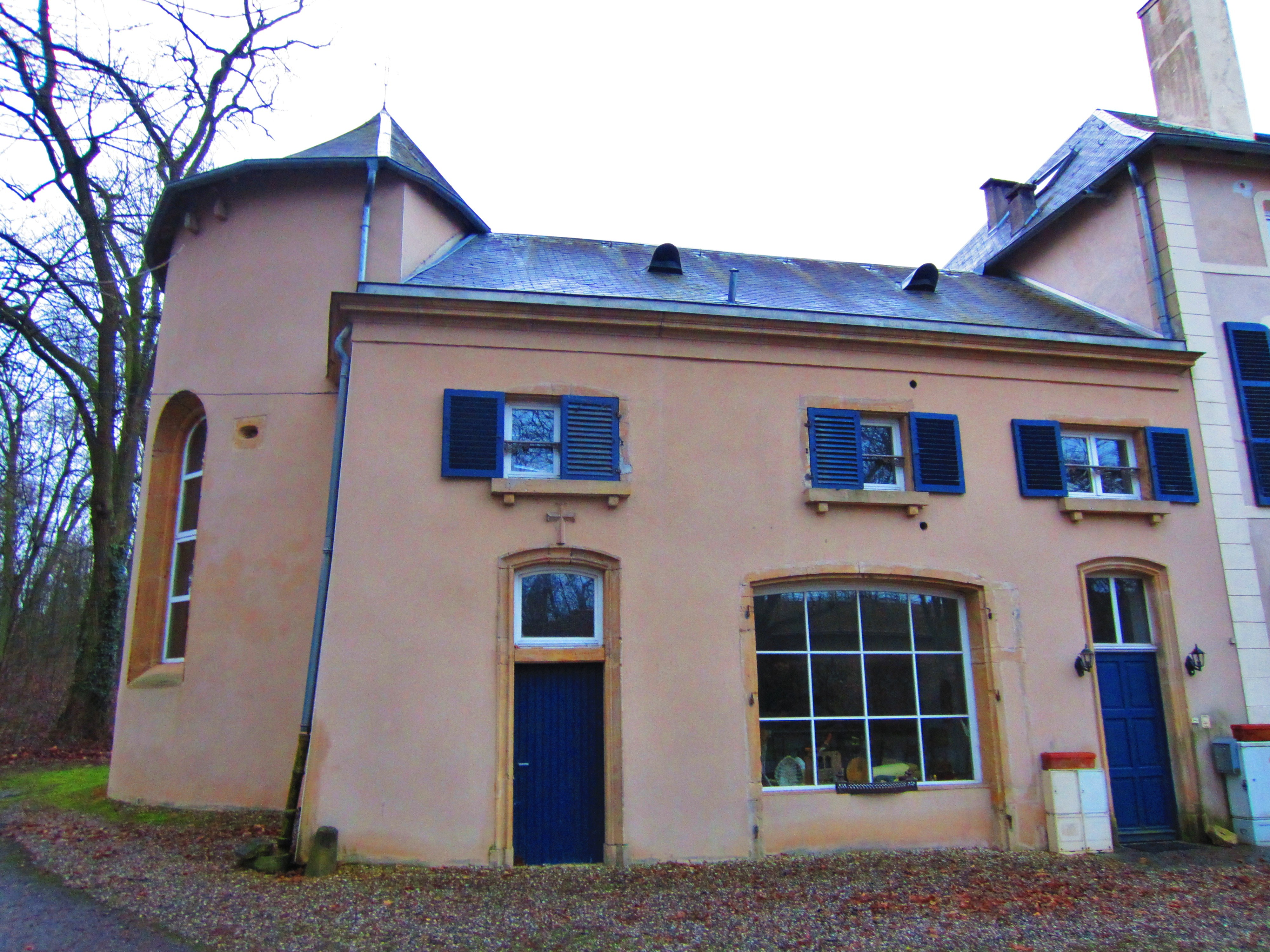
Schlosskapelle in Montoy-Flanville

Montoy-Flanville [mɔ̃twa flɑ̃vil] ist eine Commune déléguée in der französischen Gemeinde Ogy-Montoy-Flanville mit 1286 Einwohnern (Stand: 1. Januar 2021) im Département Moselle in der Region Grand Est (bis 2015 Lothringen).

## Geographie
Die Ortschaft liegt sechs Kilometer östlich von Metz auf einer Höhe zwischen 189 und 279 m über dem Meeresspiegel. Die Gemarkung umfasst 6,32 km². Durch das Gebiet führt die Autoroute A4 (Paris-Straßburg).

## Geschichte
Die Gemeinde entstand 1812 durch die Zusammenlegung der beiden Gemeinden Montoy und Flanville.
Montoy wurde erstmals 1190 als Montois erwähnt, der Ortsteil Flanville 1242 erstmals als Fleinville.  Die Orte gehörten zum Bistum Metz.
Als die Protestanten der Umgegend verfolgt wurden, trafen sie sich hier zu geheimen Zusammenkünften.
Durch den Frankfurter Frieden vom 10. Mai 1871 kam die Region an das deutsche Reichsland Elsaß-Lothringen, und die Ortschaft Montoy wurde dem Landkreis Metz im Bezirk Lothringen zugeordnet.
Nach dem Ersten Weltkrieg musste die Region aufgrund der Bestimmungen des Versailler Vertrags 1919 an Frankreich abgetreten werden und wurde Teil des Département Moselle. Im Zweiten Weltkrieg war die Region von der deutschen Wehrmacht besetzt.
Von 1915 bis 1918 trug Montoy den deutschen Namen Montingen und von 1940 bis 1944 den Namen Monten. Der Ortsteil Flanville trug von 1915 bis 1918 und von 1940 bis 1944 den eingedeutschten Namen Flanheim.
Die Gemeinde Montoy-Flanville wurde am 1. Januar 2017 mit Ogy zur neuen Gemeinde Ogy-Montoy-Flanville zusammengeschlossen. Sie gehört zum Arrondissement Metz und zum Kanton Pange.

### Bevölkerungsentwicklung
| Jahr      | 1962 | 1968 | 1975 | 1982 | 1990 | 1999 | 2007 | 2013 |
| Einwohner | 270  | 252  | 548  | 832  | 1043 | 1162 | 1182 | 1117 |